# Вадя Самедова
Вадя Алі кизи Самедова (азерб. Vəcihə Əli qızı Səmədova; 1924, Баку, Азербайджанська РСР — 1965, там же) — азербайджанська радянська художниця, Заслужена діячка мистецтв Азербайджанської РСР (1965), відома в основному своїми портретами, а також пейзажами, натюрмортами і тематичними полотнами. Випускниця Московського художнього інституту імені В. І. Сурикова. Створені художницею портрети відрізняються тим, що постаті на них не застиглі, а як би знаходяться в русі. Ім'я Самедової носить Виставковий салон в Баку.

## Життя і творчість
Вадя (Ваджія) Алі кизи Самедова народилася 24 листопада 1924 року в Баку в родині кондитера Кербалаї Алі та домогосподарки Рубабі Самедових. Батько Кербалаї Алі був азербайджанцем з Карса. Він разом з братом переїхав до Еривань, а звідти до Баку, де, в кварталі Ічері-шехер, познайомився з Рубабою, яка також переїхала до Баку разом з сім'єю з іранського міста Кум. У подружньої пари були й інші діти, але в живих залишилися лише Вадя та її сестра Солмаз.
У 1944 році Вадя Самедова закінчила Азербайджанську державну художню школу імені А. Азімзаде, а в 1951 році — Московський художній інститут імені В. І. Сурикова. Дипломною роботою художниці став груповий портрет композиторів Азербайджану.
Ваджія Самедова працювала в основному над портретами, пейзажами і тематичними табло. Образи своїх сучасників вона створила в таких портретах, як «Актриса Л. Бедирбейлі» (1954), «Герой Соціалістичної Праці С. Керімова» (1957), «Геолог М. Мамедбейлі» (1959), Двічі Герой Соціалістичної Праці Ш. Гасанова" (1960), «Скульпторка Р. Абдуллаєва» (1964) та інші.
Вадя Самедова багато їздила містами Азербайджанської РСР. Багатим національним колоритом, лаконічністю і ясністю композиції відрізняються її пейзажі і тематичні табло, серед яких є такі, як «Азербайджанські композитори» (1951), «Пісня» (1956), «На березі Гейгеля» (1957), «На березі Кури» (1961), «В очікуванні звістки» (1963), «Геологи» (1965).
Окрім творчої діяльності, Ваджія Самедова займалася також суспільною та педагогічною діяльністю. Твори Самедової виставлялися також на закордонних виставках, організованих у Відні, Каїрі, Бейруті, Варшаві, Берліні, Будапешті, Софії та інших містах. У 1962 році Самедовій була видана окрема майстерня.
Померла Вадя Самедова 24 жовтня 1965 року в Баку в результаті тривалої хвороби. За власним бажанням була похована на загальному мусульманському кладовищі. Наприкінці 1966 року в Баку, у Художньому салоні Спілки художників Азербайджану, відкрилася посмертна виставка робіт художниці. На виставці було зібрано близько 200 робіт Самедової: портрети, жанрові картини, пейзажі, натюрморти, роботи олією, аквареллю, пастеллю, олівцем.
Твори Ваді Самедової зберігаються в Національному музеї мистецтв Азербайджану в Баку та інших музеях республіки. У Баку існує Виставковий салон імені Ваджії Самедової (колишній Художній салон Спілки художників Азербайджану).

## Аналіз творчості

### Портрети
Незважаючи на те, що Вадя Самедова працювала в кількох жанрах, популярність вона здобула саме як портретист. За словами мистецтвознавця Разіма Ефендієва, у творах Ваджії Самедової відображається, як яскравий талант, так і величезна енергія й працездатність художниці. Найбільш важливо для Самедової, на думку Ефендієва, було розкрити своєрідний характер зображеного на портреті, що відчувається не тільки у станкових портретах, але і в невеличких етюдах, зроблених художницею для картин. Самедова проявила себе як портретист вже у своїй дипломній роботі у 1951 році, на якій зобразила групу азербайджанських композиторів в момент дружнього обговорення.
Прикладами робіт, в яких Вадя Самедова показала себе добрим портретистом, який створив засобами живопису своєрідні характери, Ефендієв називає портрети Бедірбейлі, хлопкоробки Суреї Керімовоюї, Шамами Гасановойї, геолога Мініри Мамедбейлі (1961), дочки Фатіми (1964). Мистецтвознавці Нуреддін Габібов та Мурсал Наджафов називають портрет Лейли Бедірбейлі удачею Самедової. За словами авторів, дана робота написана легко і сміливо, зі зрілою живописною майстерністю. Добре знайдено в портреті, на думку мистецтвознавців, мрійливо-задумливий вираз обличчя, а тоніку колірні відносини сірого і чорного тонів сукні і сріблястого фону вдало підібрані. Цю роботу Вадя Самедова виконувала в будинку актриси, а в процесі її написання створила десятки ескізів.
У Ваджії Самедової, як зазначає Ефендієв, був свій власний підхід до роботи над портретами. Так, для кожного портрета вона створювала п'ять-шість етюдів, зображала портретованого в різній обстановці. У деяких випадках між першим етюдом з натури та остаточним варіантом цього портрета протікало більш двох-трьох років.
Незважаючи на те, що її портрети були написані з конкретних осіб (хлопкоробов, доярок тощо), носили вони зазвичай узагальнений характер. Художниця уникала зображення атрибутів виробництва. Через характер зображеного на портреті Самедова передавала те, що хотіла сказати про людину. Наприклад, у портреті хлопкоробки Суреї Керімової Самедова зобразила свого героя в невимушеній позі, стоячи біля паркану. У цьому творі, за словами Ефендієва, Самедовій вдалося вдало знайти позу і зафіксувати перехідний момент руху. Особливу динамічність і привабливість портрета, на думку Ефендієва, придає те, що, дивлячись на портрет у глядача створюється враження, що Керімова стояла біля паркану і дивилася вперед, але раптом на хвилину повернулась до глядача.
Особливо життєвими і правдоподібними, як зазначає Ефендієв, роблять портрети Самедової не застиглими, а фігури, що знаходяться в русі. Відрізнялася Ваджія Самедова і манерою письма. Завдяки широким і розмашистим мазкам Самедової вдавалося створювати фігуру людини, так і поступово повертати її своїм рухом до глядача.

### Пейзажі, натюрморти і тематичні полотна
В таких пейзажах, як «Гора Кяпаз», «Мавзолей Нізамі» (1956), «На околицях Мінгечаура» (1957), «На озері Гек-Гель» (1958), «В околицях Дашкесана» (1965), багато, за словами Разіма Ефендієва, радісної бадьорості.
Через те, що Вадя Самедова страждала невиліковною хворобою, вона іноді не могла писати й особливо їздити та працювати на відкритому повітрі. Але навіть у тих роботах, які написані в майстерні, на думку Ефендієва, відчувається та ж «сонячна свіжість живопису і оптимізму». Прикладами таких творів Ефендієв називає натюрморти «Фрукти», «Айва» та інші, в яких художниця захоплюється красою і щедрістю природи.
Портрет є домінуючою частиною композиції і в тематичних полотнах Самедової, наприклад, у таких роботах, як «В очікуванні», «Пісні», «На березі Кури», «В очікуванні звістки».
Одна з останніх робіт Ваді Самедової, написана в 1963 році «В очікуванні звістки» відрізняється незвичайним для творчості художниці драматизмом. У суворих образах дівчат, які чекають повернення своїх батьків-рибалок із моря, Самедовій вдалося передати стійкість, терпіння і в той же час напруженість і приховану тривогу. Згідно збереженим підготовчим матеріалам, найбільше Самедова працювала над ключовими образами картини, фігурами двох дівчаток. Багато етюдів до цих фігур збереглося в майстерні Самедовой, оглядаючи які, стає ясно, як у процесі роботи над твором змінювалися їхні образи й характер. Фігури дівчаток, земля, а також розкидані штормом човна по всій мальовничій ліпці щільні, соковиті й матеріальні.

## Особисте життя
У 1944 році Ваджія Самедова вийшла заміж за художника Лятіфа Фейзуллаєва. У 1945 році у пари народився син Ніджат, який згодом став кінорежисером. У 1955 році на світ з'явилася донька Фатіма.